# Diskoteka Avariya
Diskoteka «Avariya» (Дискотека «Авария» - Discoteca «Avería», en ruso) es un grupo de hip hop y pop ruso.
Diskoteka «Avariya» está conformado de dos integrantes: Aleksey Borisovich Serov (Серов Алексей Борисович) y Aleksey Olegovich Ryzhov (Рыжов Алексей Олегович). El grupo al principio contuvo a cuatro miembros pero el cuarto miembro, Oleg Evgenievich Zhúkov (Жуков Олег Евгеньевич), murió el 9 de febrero de 2002 del cáncer. Se quedaron tres. En 2012, la banda dejó el solista principal Nikolay Ctagoranovich Timofeev (Тимофеев Николай Стагоранович)/ En 2012, la banda tiene un nuevo cantante - Jojlova Anna Nikolayevna (Хохлова Анна Николаевна).
Los dos son originarios de la ciudad rusa de Ivánovo. Su nombre proviene de un centro nocturno de dicha ciudad.
Este grupo interpreta su música en varios géneros: pop, baladas, hip hop, rock, rap, dance, electrónica y folclor ruso. Gozan de popularidad en Rusia y en otros países de Europa del Este. Sus canciones regularmente se vuelven populares en la radio y en discotecas. Han obtenido varios premios en su país natal, así como fuera de sus fronteras, por ejemplo en los MTV Europe Music Awards. 

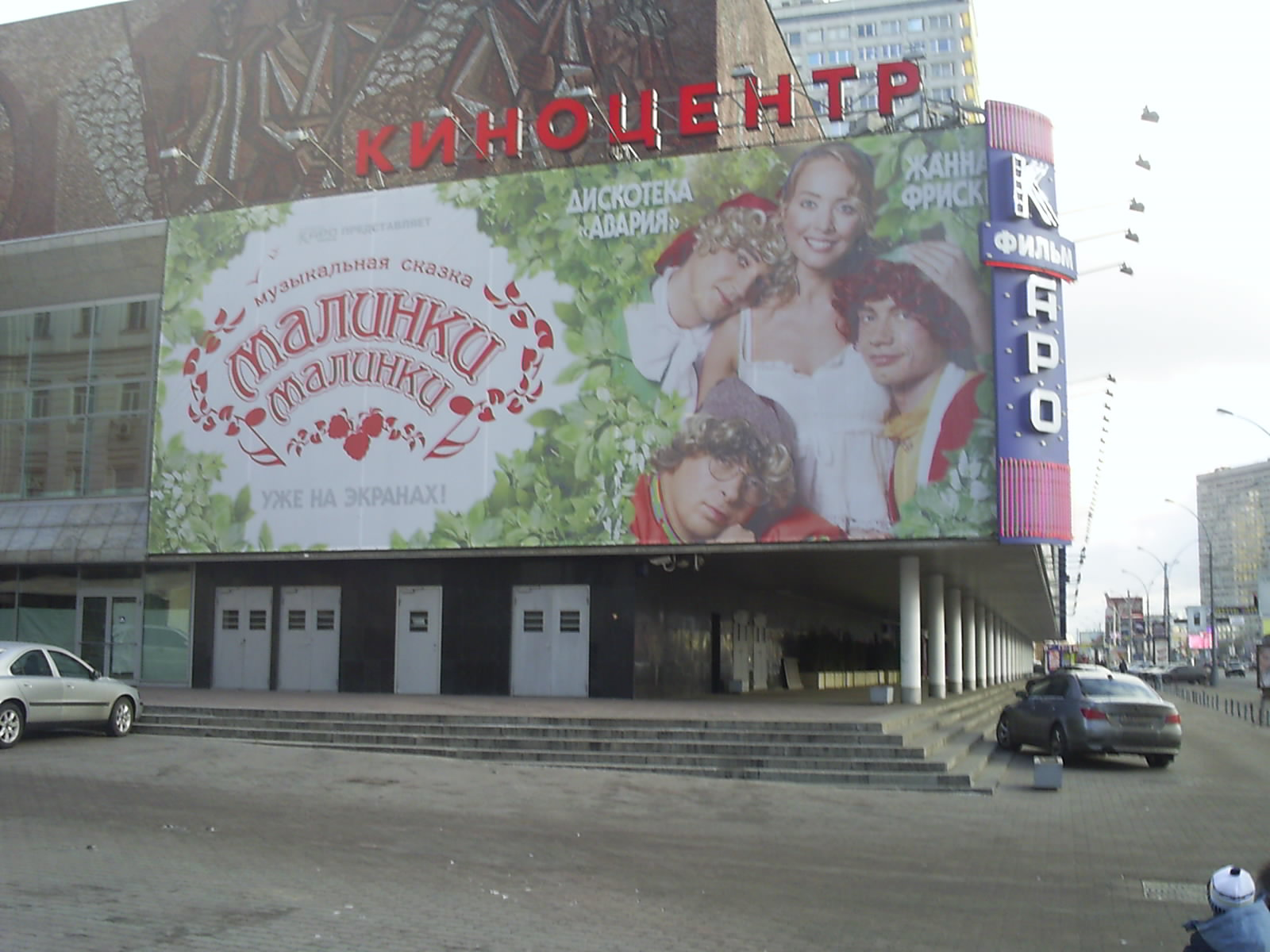
Promocional de Zhanna Friske y Diskoteka Avariya en un cine de Moscú

## Duetos
Este grupo se ha caracterizado, entre otras cosas por lanzar al mercado canciones junto con otros artistas populares de Rusia. La fórmula ha resultado productiva económicamente, y así han lanzado canciones con Mumiy Troll (2000), Oleg Menshikov (2005) y Zhanna Friske (2006).

## Discografía
- 1999 - Песня Про Тебя и Меня (Pesniya pro tebya i menya - Canciones para ti y para mí).
- 2000 - Марафон (Marafon - Maratón).
- 2000 - «Авария» Против! («Avariya» Protiv! - ¡«Avariya» en contra!)
- 2000 - Все Хиты: «Авария» Против! (Vse Jity:«Avariya» Protiv - Todos los éxitos: ¡«Avariya» en contra!)
- 2001 - Заколебал ты! (Zakolebal ty - ¡Comencé a moverte!)
- 2001 - Яйца (Yaytza - Huevos)
- 2001 - Маньяки (Man'yaki - Maniacos)
- 2002 - Х.Х.Х.И.Р.Н.Р. (H.H.H&R.N.R.)
- 2003 - Небо (Nebo - Cielo)
- 2006 - Четверо парней (Chetvero parney - Cuatro tipos)
- 2007 - The Best
- 2009 - Grand collection DVD
- 2011 - Недетское время (Nedetskoe vremya - No es un tiempo para los niños)

## Sencillos
- 2014: В тишине (En el silencio)
- 2014: #LikeMe
- 2013: Ноги-Ноги (Piernas y piernas)
- 2012: Вечер (La noche)
- 2012: Лабиринт (El laberinto) (con Batishta)
- 2012: Карнавал (Carnaval) (con Dzhigan y Vika Krutaya)
- 2011: Прогноз погоды (Pronóstico del tiempo) (con Christina Orbakaite)
- 2011: Нано-Техно (Nano-tecno)
- 2010: ЧП (ChP)
- 2010: Лето всегда (Verano para siempre) (con Vera Brezhneva y Anastasia Zadorozhnaya)
- 2009: Модный танец Арам Зам Зам (Baile de moda Aram Zam Zam)
- 2009: Планета Любовь (El planeta de Amor)
- 2009: Отцы (Los padres) - Dj Leonid Rudenko remix
- 2008: Отцы (Los padres)
- 2008: Паша face-control (Pasha face-control)
- 2007: Серенада (Serenata)
- 2007: Зло (El mal)
- 2006: Малинки (Malinki) (con Jeanna Friske)
- 2006: Опа (Opa)
- 2005: Песенка разбойников (Canción de los ladrones)
- 2005: Если хочешь остаться (Si quieres quedarte)
- 2004: Суровый рэп (Rap duro)
- 2003: Небо ремикс (El cielo - remix)
- 2003: Небо (El cielo)
- 2002: Х.Х.Х.И.Р.Н.Р. (H.H.H.&.R.N.R)
- 2002: Disco Superstar
- 2001: Яйца (Huevos)
- 2001: На острие атаки (En el punto de ataque)
- 2001: Заколебал ты! (¡Me tienes fastidiado!)
- 2000: Влечение (Atracción)
- 2000: Некуда деваться (Ningún lugar a donde ir)
- 1999: Новогодняя (Año Nuevo)
- 1999: Пей Пиво (Beber cerveza)
- 1998: Ты Кинула (Tu olvidaste)
- 1998: Давай, "Авария" (Vamos, "Avariya")